# タデウス・クルシェルニツキ
タデウス・クルシェルニツキ（ポーランド語: Tadeusz Kruszelnicki、1955年8月19日 - ）は、ポーランドのグリヴィツェ出身のプロ車いすテニス選手。現在は同国のジェンビツェ(Ziębice)に住んでいる。テニスを始めたのは39歳、プロ転向は42歳と比較的遅いものの高齢となった現在でも世界トップクラスの実力を持っている。2006年4月10日にはシングルスの自己最高ランクである3位、2003年6月23日にはダブルスの自己最高ランクである5位を記録している。
4大大会では2001年の全豪オープンのシングルスでオーストラリアのデビット・ホールを6-2、6-0で破り優勝している。ダブルスでは斎田悟司と組んで2001年の全豪オープンではオーストラリアのデビット・ホールとデビット・ジョンソンペアを6-3、6-0で破り優勝しており、2002年の全米オープンでも斎田悟司と共に決勝でドイツのカイ・シュラマイヤーとアメリカのスティーブン・ウェルチを6-3、3-6、6-1で破って優勝している
1996年以降のパラリンピックにはポーランド代表としてすべてのパラリンピックでシングルスとダブルスに出場しているがメダルの獲得はまだない。2008年の北京パラリンピックにはシングルスでは1回戦で韓国の呉相豪を破り、2回戦でも中国の李柏青を破ったが3回戦で日本の斎田悟司に敗れた。ダブルスではピオトル・ヤロシェヴスキとペアを組んで出場、1回戦は不戦勝、2回戦はイタリアのマリオ・ガテッリ、ファビオ・マッツェイペアに勝利したが準々決勝でオランダのマイケル・シェファースとロナルト・ヴィンクペアに敗れている。